# S. Gertrude Ford
S. Gertrude Ford fue una poeta, periodista y sufragista, inglesa, conocida sobre todo por sus poemas pacifistas aparecidos durante la I Guerra Mundial.

## Trayectoria
No son muchos los datos que se poseen acerca de su vida. Se sabe que nació en Rossendale Valley en Lancashiere,  pero se desconoce el día y el año. Probablemente fue la hermana de Cicely Ford (1876-1960) del Girton College, trabajadora social y diaconisa. Sufrió desde niña una discapacidad que le impidió ir a la escuela, por lo que su formación fue autodidacta. Llevó una vida sencilla, recluida en su hogar por la discapacidad, pero volcada en los demás. Pertenecía a la Iglesia metodista, y colaboraba  con frecuencia en las publicaciones de esta iglesia, cuyos miembros la ayudaron en los inicios de su carrera literaria. De hecho, si conocemos algo de su biografía es por un artículo sobre ella aparecido en The United Methodist.
Pese a no residir en Blackburn, si no en Bournemouth, sus primeros poemas aparecieron en las páginas del Blackburn Weekly Telegraph, cuyo director era T. P. Tizema J. P., también metodista. En 1902, y en el mismo periódico, el reverendo H. J. Shingles alabó su trabajo en un artículo introductorio, convirtiéndose en su mentor tanto en lo literario como en lo filosófico y espiritual. En agradecimiento, Ford le dedicó un soneto en su primer libro: «al más fiel de los críticos».
Su primer libro de versos, Sung by the Way, se publicó igualmente en Blackburn en 1905.
En esta primera época del Telegraph, trabó conocimiento con el crítico Alfred George Gardiner, quien alcanzaría gran renombre por sus publicaciones en el Daily News. Desde el primer momento apoyó también a Ford publicando sus versos y haciéndose eco de ellos en dicho periódico. Por su parte, Ford sintió gran simpatía por el apoyo que Gardiner prestaba a las distintas causas sociales en las que ella estaba envuelta, sobre todo por sus apasionada denuncia de la guerra y la defensa de la Liga de Naciones. En agradecimiento le dedicó igualmente algunos poemas: Odes and Greetings in Friendship's Name.
Los poemas de Ford aparecieron en las publicaciones mensuales Poetry y Poetry Review, bajo la dirección del editor Stephen Phillips. Su obra poética siguió publicándose en distintos medios y durante la Primera Guerra Mundial publicó varios volúmenes de poesía patriótica: Poems of War and Peace (1915), A Crown of Amaranth (con Erskine MacDonald, 1915), Our Heroes (1916) y A Fight to a Finish (1917). Otros volúmenes incluyen Lyric Leaves (1912) y The England of my Dream (1928).
Editó además una treintena de los Little Books of Georgian Verse 1915-1916, publicados por Erskine MacDonald, cuya pretensión era animar a los nuevos escritores, especialmente a los jóvenes, a expresar en términos poéticos, el pensamiento y el espíritu de su época en la mejor forma literaria.
En sus colaboraciones semanales con el Blackburn Weekly Telegraph, de cuyo consejo editor formaba parte, y en una columna titulada «Para los jóvenes», Ford revivía historias, poemas, inventaba narraciones dedicadas a mantener el espíritu literario tradicional de Lancashire, escribiendo ocasionalmente en el dialecto de esta región que ella dominaba desde la cuna. Su poema Coom whoam to 'thi' childer and me?, en dialecto, se puede alinear con los del poeta William Barnes.
Su libro Lessons in verse - Craft fue publicado en 1919 con una segunda edición en 1923. Harry Brookes puso música a su canción In the Twilight (1923).
Sus antólogos también destacan su labor como feminista y sus trabajos y artículos en pro de esta causa.